# Manci
Manci (Manx; arhaično Manks), keltska etnička skupina s otoka Man u Irskom moru. 

## Jezik
Manci su govorili manskim jezikom, članom gaelske ili goidelske skupine jezika. Posljednji govornik bio je ribar Ned Maddrell (Edward "Ned" Maddrell) koji je umro u dvanaestom mjesecu 1974., i otada je taj jezik potpuno izumro.

## Povijest
Preci Manaca pristigli su na otoku 4. ili 5. stoljeću gdje nailaze na starije britsko stanovništvo.

## Etnografija
Manci su živjeli od ribarenja, uzgoja ovaca i stoke i agrikulture, a u suvremeno vrijeme sve je značajniji ljetni turizam. Populacija je danas pretežno urbana. Obitelj je malena, monogamna, patrilinearna i nuklearna. Postmaritalno stanište je neolokalno, a patrilokalnost je prisutna tek kod agrikulturnih obitelji i odnosi se na najstarijeg sina.

## Maleni rječnik
- Gura mie eu...hvala
- Slane lhiu... zbogom
- Oie vie... laku noć
- Moghrey mie... dobro jutro

## Vanjske poveznice
- Manx